# Гейс-Сентер (Небраска)
Гейс-Сентер (англ. Hayes Center) — селище (англ. village) в США, в окрузі Гейз штату Небраска. Населення — 224 особи (2020).

## Географія
Гейс-Сентер розташований за координатами 40°30′40″ пн. ш. 101°1′13″ зх. д. / 40.51111° пн. ш. 101.02028° зх. д. (40.511024, -101.020397).  За даними Бюро перепису населення США в 2010 році селище мало площу 0,70 км², уся площа — суходіл.

## Демографія
Згідно з переписом 2010 року, у селищі мешкало 214 осіб у 101 домогосподарстві у складі 60 родин. Густота населення становила 306 осіб/км².  Було 122 помешкання (175/км²).
Расовий склад населення:
| - 95,3 % — білих - 0,5 % — азіатів - 4,2 % — осіб інших рас |

До двох чи більше рас належало 0,0 %. Частка іспаномовних становила 9,3 % від усіх жителів.
За віковим діапазоном населення розподілялося таким чином: 23,4 % — особи молодші 18 років, 51,4 % — особи у віці 18—64 років, 25,2 % — особи у віці 65 років та старші. Медіана віку мешканця становила 46,8 року. На 100 осіб жіночої статі у селищі припадало 103,8 чоловіків;  на 100 жінок у віці від 18 років та старших — 102,5 чоловіків також старших 18 років.
Середній дохід на одне домашнє господарство  становив 53 229 доларів США (медіана — 36 250), а середній дохід на одну сім'ю — 68 031 долар (медіана — 62 500). Медіана доходів становила 41 875 доларів для чоловіків та 23 125 доларів для жінок. За межею бідності перебувало 9,1 % осіб, у тому числі 6,6 % дітей у віці до 18 років та 11,4 % осіб у віці 65 років та старших.
Цивільне працевлаштоване населення становило 179 осіб. Основні галузі зайнятості: освіта, охорона здоров'я та соціальна допомога — 21,2 %, транспорт — 20,7 %, сільське господарство, лісництво, риболовля — 19,6 %.